# Phyllophaga leprieuri
Phyllophaga leprieuri är en skalbaggsart som beskrevs av Blanchard 1851. Phyllophaga leprieuri ingår i släktet Phyllophaga och familjen Melolonthidae. Inga underarter finns listade i Catalogue of Life.